# Vaishali (ciudad antigua)
Vaishali es una antigua ciudad india capital de Vajji ubicada actualmente en Bihar.